# Беатрис де Бобадилья
Беатрис де Бобадилья-и-Ульоа-Осорио (исп. Beatriz de Bobadilla y Ulloa; 1462, Медина-дель-Кампо — 1501, Лас-Пальмас-де-Гран-Канария) — испанская дворянка, дочь Хуана де Бобадилья. Беатрис де Бобадилья-и-Оссорио была замужем за правителем островов Ла-Гомера и Иерро, сеньором Эрнаном Пераса Младшим, и после его смерти она сменила его на посту правителя.

## Исторический фон
Беатрис родилась в Медина-дель-Кампо в влиятельной и богатой семье Бобадилья, имевшей тесные связи с короной Кастилии. Её отец, Хуан де Бобадилья, занимал множество должностей, включая регидора Медина-дель-Кампо, коррегидора Мадрида и главного касадора (егеря) католических монархов. Её мать — Леонор Альварес де Вадильо, горничнаяй королевы Леонор Арагонской. Беатрис была внучкой Кристобаля де Бобадильи и Хуаны де Ульоа, а также второй племянницей Беатрис де Бобадилья, маркизы Мойи, сторонницы и подруги Изабеллы I Кастильской .
В результате этой последней роли Беатрис стала известна как «Ла Казадора» — Охотница. Имя также было отсылкой к её привлекательности и слухам о громких отношениях с королем Фердинандом и Христофором Колумбом. В результате первого королева Изабелла Католичка устроила ей свадьбу с Эрнаном (также известным как Фернан) Пераса, сеньором Ла-Гомера и Иерро, в 1482 году.

## Завоевание Канарских островов
Во время испанского завоевания Канарских островов остров Гомера не был захвачен, но был включен во владения Пераса-Эррера по соглашению между Эрнаном Пераса Старшим и некоторыми островными группами аборигенов, которые приняли правление кастильца. Однако было несколько восстаний аборигенов-гуанчей из-за бесчинств, совершенных правителями на родном острове Гомера. Последнее из них, в 1488 году, привело к смерти его сына и мужа Беатрис, Эрнана Пераса Младшего. Затем Беатрис де Бобадилья-и-Оссорио пришлось обратиться за помощью к Педро де Вера, завоевателю Гран-Канарии, чтобы подавить восстание. Последующие репрессии привели к гибели двухсот повстанцев, а многие другие были проданы в рабство на испанских рынках. Затем Беатрис заняла место своего покойного мужа в качестве сеньоры островов Гомера и Иерро, правя более десяти лет, пока их сын, Гильен Пераса де Айяла, не стал достаточно взрослым, чтобы править сам.

## Колумб
Христофор Колумб сделал Ла-Гомера своим последним портом захода перед пересечением Атлантики в 1492 году на трёх своих кораблях. Он остановился здесь, чтобы пополнить запасы еды и воды для своей команды, намереваясь пробыть там всего четыре дня. Беатрис де Бобадилья-и-Оссорио, графиня Ла-Гомера и вдова Эрнана Пераса Младшего, предложила ему жизненно важную помощь в подготовке флота, и в итоге он остался на один месяц. Когда он наконец отплыл, она дала ему черенки сахарного тростника, которые первыми достигли Нового Света. Христофор Колумб посетил её еще два раза, в 1493 и 1498 годах.

## Дети
У Беатрис де Бобадилья-и-Оссорио было двое детей, Гильен Пераса де Айяла и Инес де Эррера. Гильен сменил ее на посту правителя островов и был сделан графом королевой Хуаной Кастильской/императором Карлосом V.